# Megachile joseana
Megachile joseana är en biart som beskrevs av Heinrich Friese 1917. Megachile joseana ingår i släktet tapetserarbin, och familjen buksamlarbin. Inga underarter finns listade i Catalogue of Life.